# Campionati svizzeri di sci alpino 1977
Ai Campionati svizzeri di sci alpino 1977 furono assegnati i titoli di slalom gigante, slalom speciale e combinata, sia maschili sia femminili; oltre agli sciatori svizzeri poterono concorrere al titolo anche gli sciatori di nazionalità liechtensteinese.

## Risultati
| Specialità      | Uomini         | Donne              |
| --------------- | -------------- | ------------------ |
| Slalom gigante  | Peter Müller   | Lise-Marie Morerod |
| Slalom speciale | Paul Frommelt  | Lise-Marie Morerod |
| Combinata       | Andreas Wenzel | Lise-Marie Morerod |